# Martin Bourboulon
Martin Bourboulon (27 giugno 1979) è un regista francese.

## Biografia
Figlio di Frédéric Bourboulon, produttore di lunga data dei film del regista Bertrand Tavernier, ha cominciato la sua carriera come 2º assistente alla regia di quest'ultimo sul set di Laissez-passer (2002). Si dedica poi alla televisione, lavorando nella pubblicità e per la trasmissione satirica Les Guignols de l'info come autore di sketch.
Nel 2015 dirige la commedia Papa ou Maman, sceneggiata dalla coppia Matthieu Delaporte/Alexandre de La Patellière, così come il seguito Papa ou Maman 2 un anno più tardi, entrambi di considerevole successo al botteghino francese, con oltre 30 milioni di euro d'incasso complessivi. Ne sono stati tratti diversi remake all'estero, tra cui nel 2018 l'italiano Mamma o papà?, con Paola Cortellesi e Antonio Albanese.
Ha diretto poi il biografico-sentimentale Eiffel, la produzione francese più costosa del 2020 con un budget di 23,4 milioni di euro, riscuotendo però minor successo del previsto anche a causa delle restrizioni dovute alla pandemia di COVID-19, con soli 11 milioni d'incasso in Francia.
Dirige nuovamente una sceneggiatura di Delaporte/de La Patellière in un altro colossal, il dittico del 2023 I tre moschettieri - D'Artagnan e  Milady, costato oltre 70 milioni di euro.

## Filmografia

### Regista
- Sale Hasard – cortometraggio (2003)
- Papa ou Maman (2015)
- Papa ou Maman 2 (2016)
- Eiffel (2021)
- I tre moschettieri - D'Artagnan (Les Trois Mousquetaires: D'Artagnan) (2023)
- I tre moschettieri - Milady (Les Trois Mousquetaires: Milady) (2023)
- Carême – serie TV, episodi 1x01-1x02-1x03 (2025)
- 13 jours, 13 nuits (2025)

### Sceneggiatore
- Papa ou Maman 2 (2016)
- Eiffel (2021)
- 13 jours, 13 nuits (2025)